# الکساندر ویسنر-گروس
الکساندر ویسنر-گروس (انگلیسی: Alexander Wissner-Gross؛ زادهٔ) دانشمند در زمینه فیزیک است.